# Introspection (álbum de Mythos)
Introspection es el primer álbum discográfico del proyecto musical canadiense de New Age, Mythos lanzado en 1996.

## Premios
Ganador de la West Coast Music Award - Mejor Álbum de Dance

## Créditos de interpretaciones
- Bob D'Eith: Piano, Teclados
- Paul Schmidt: Guitarra
- Christine Duncan: Voz
- Jennifer Scott: Voz
- Rene Worst: Bajo

## Lista de temas
1. "Wind" - 4:00
2. "November" - 4:58
3. "Angels Weep" - 5:33
4. "Paradox" - 4:48
5. "Premonition" - 4:10
6. "Cathedral" - 4:32
7. "The Nile" - 4:01
8. "Clockwork" - 4:47
9. "Sirens" - 3:30
10. "Prelude" - 2:37
11. "Introspection" - 4:08
12. "November [Remix]" - 5:34